# Kia Sephia
Kia Sephia (в США Kia Spectra) — легковий автомобіль фірми Kia Motors. Виробництво седана почалося в 1993 році. Як платформа була використана Mazda 323 BG.

## Перше покоління
Перше покоління Kia Sephia з'явилося в 1993 році. Корейський автомобіль був створений на базі Mazda 323, що випускалася в 1989 - 1994 роках. Має аналогічний з нею блок циліндрів, та й багато в чому іншому нагадує 323.
Kia Sephia спочатку була доступна лише з кузовом седан і двигуном робочим об'ємом 1,6 л (80 к.с.).
У 1996 році пройшла модернізація моделі, тоді ж з'явився другий варіант кузова - п'ятидверний хетчбек (продавався в деяких країнах під ім'ям Sephia Leo). У деяких країнах хетчбек отримав назву Leo. Старий двигун замінили 1,5 л, також 80-сильним.

### Двигуни
| Модель                                                                                    | Об'єм    | Потужність                       | Крутний момент        | Клапанів на циліндр |
| ----------------------------------------------------------------------------------------- | -------- | -------------------------------- | --------------------- | ------------------- |
| Kia Sephia 1,6 B6 SOHC (1994–1996)                                                        | 1597 см³ | 59 кВт (80 к.с.) при 5000 об/хв  | 127 Нм при 3500 об/хв | 4                   |
| Kia Sephia 1,5 B5 SOHC (1996–1999)                                                        | 1498 см³ | 59 кВт (80 к.с.) при 5500 об/хв  | 120 Нм при 2500 об/хв | 4                   |
| Kia Sephia 1,8 T8 DOHC (Детальніше, Фото[недоступне посилання з червня 2019]) (1996–1999) | 1793 см³ | 82 кВт (112 к.с.) при 5800 об/хв | 152 Нм при 4400 об/хв | 4                   |

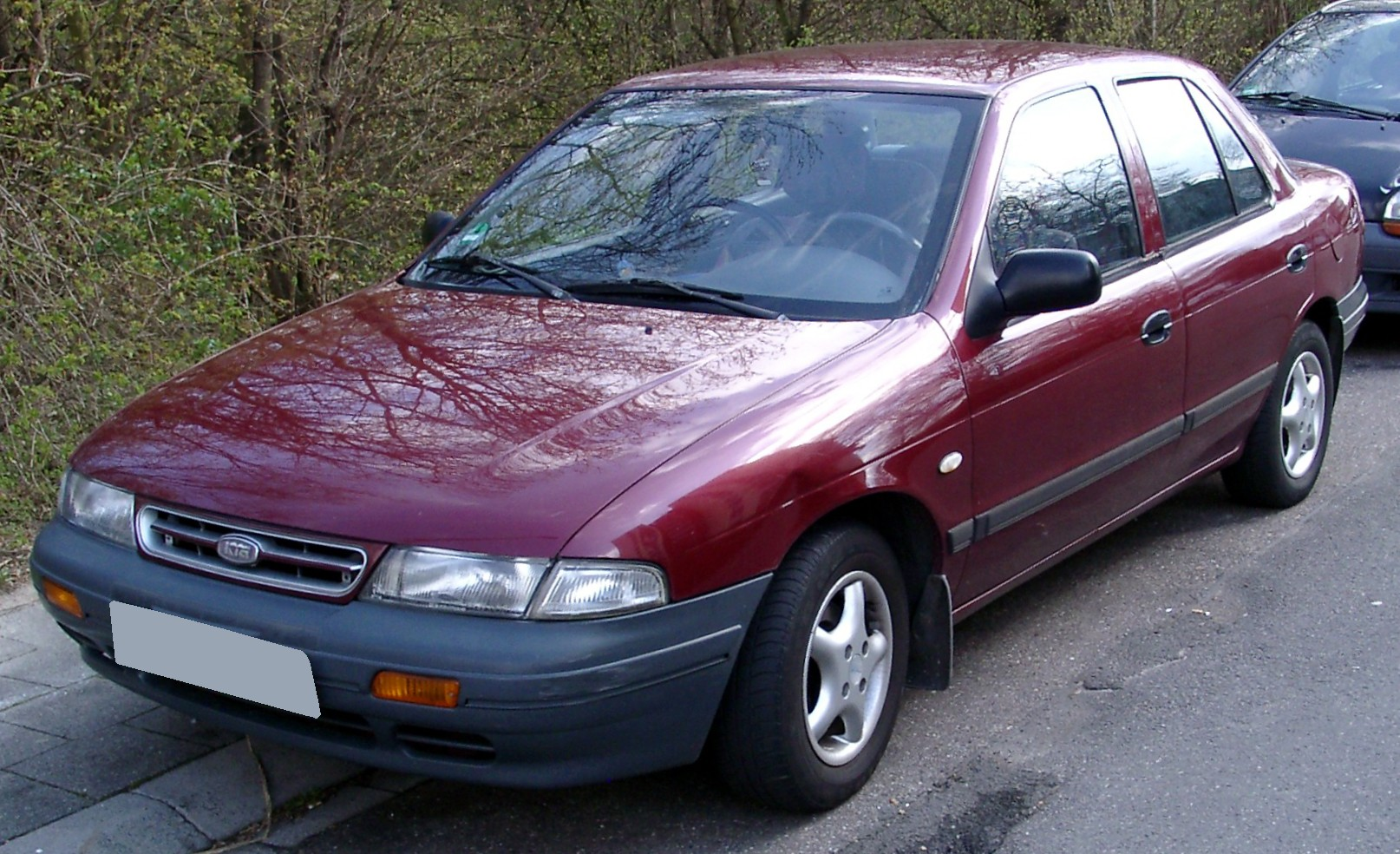
Kia Sephia I (1993-1996)
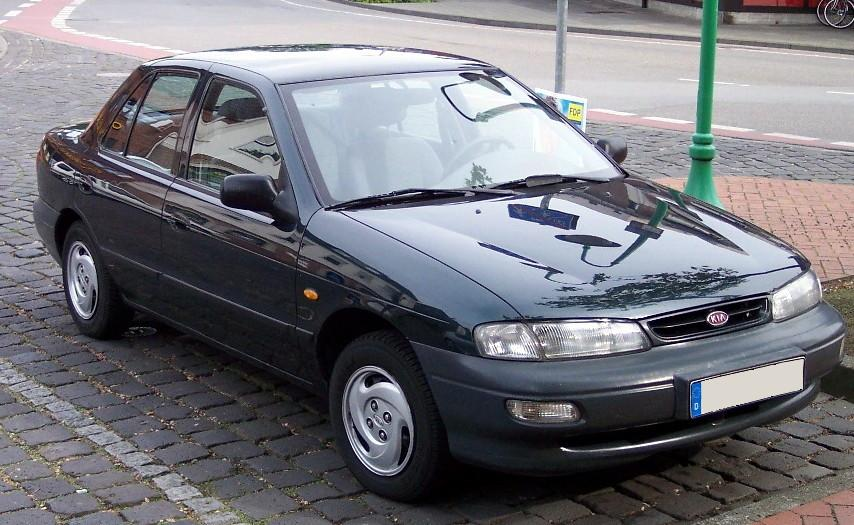
Kia Sephia I (1996-1999)
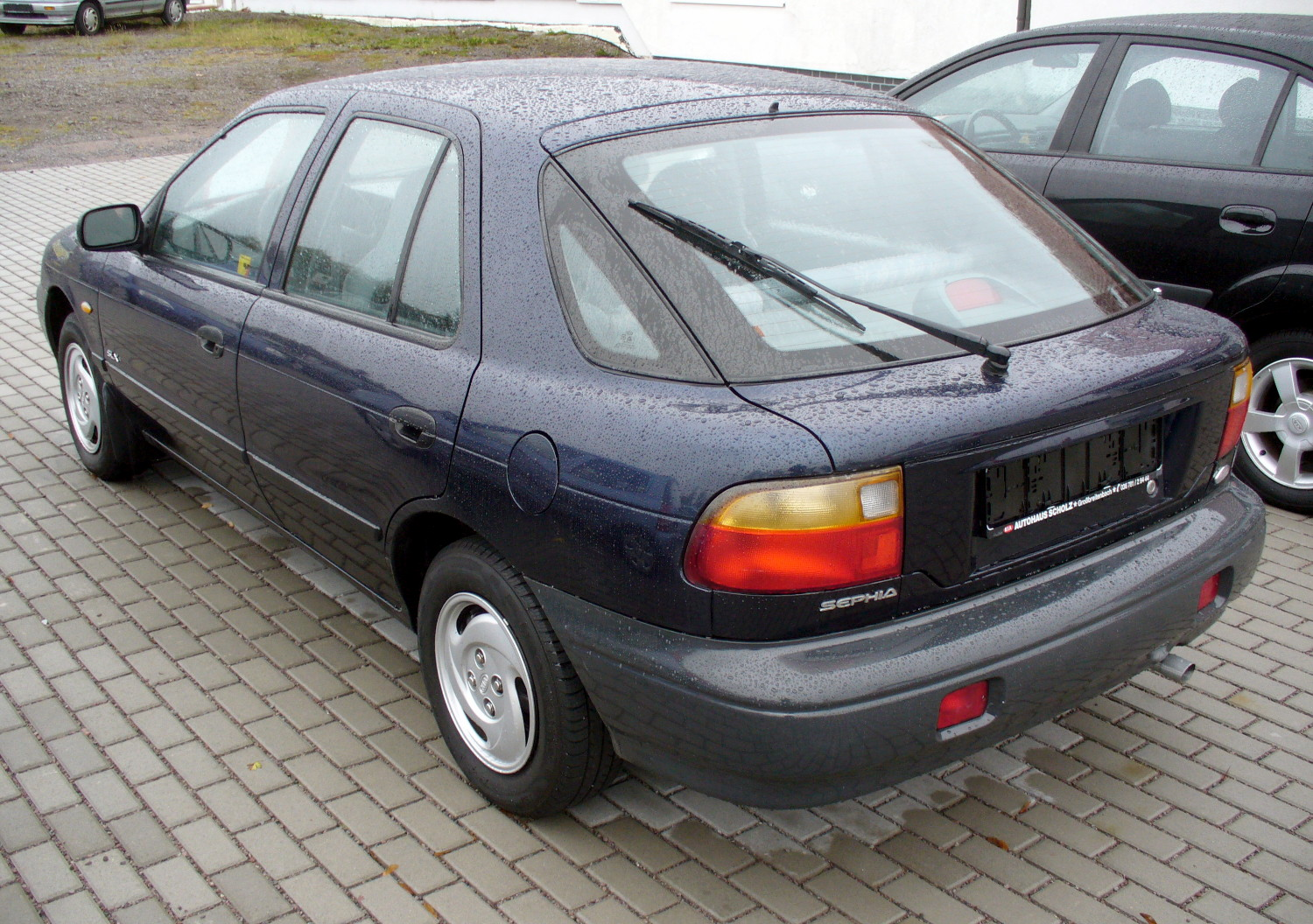
Kia Sephia I хетчбек (1996-1999)

## Друге покоління
В 1998 році виходить автомобіль другого покоління, який приблизно тоді ж і замінив попередню Kia Sephia. Автомобіль цього покоління має подвійну назву Kia Sephia II / Shuma, так як свого часу модифікація Sephia з кузовом хетчбек отримала назву Kia Shuma.
Після модернізації з'явилися подушки безпеки і система ABS. Рульова колонка регулюється по висоті, а сидіння - ще й по висоті нахилу подушки.

### Двигуни
- 1.5 L B5-DE I4
- 1.6 L B6 I4
- 1.8 L T8D I4

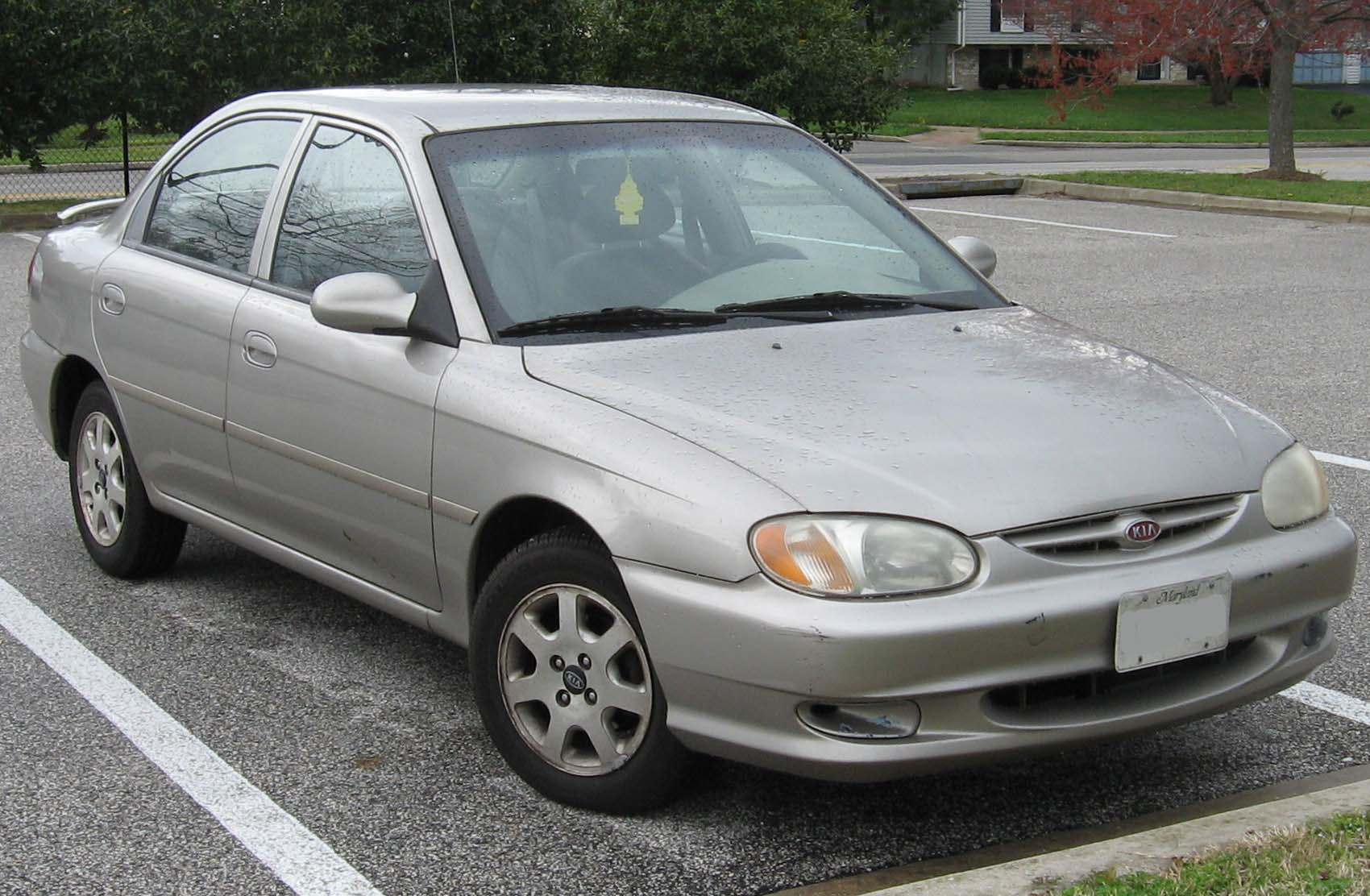
Kia Sephia II (1998-2001)
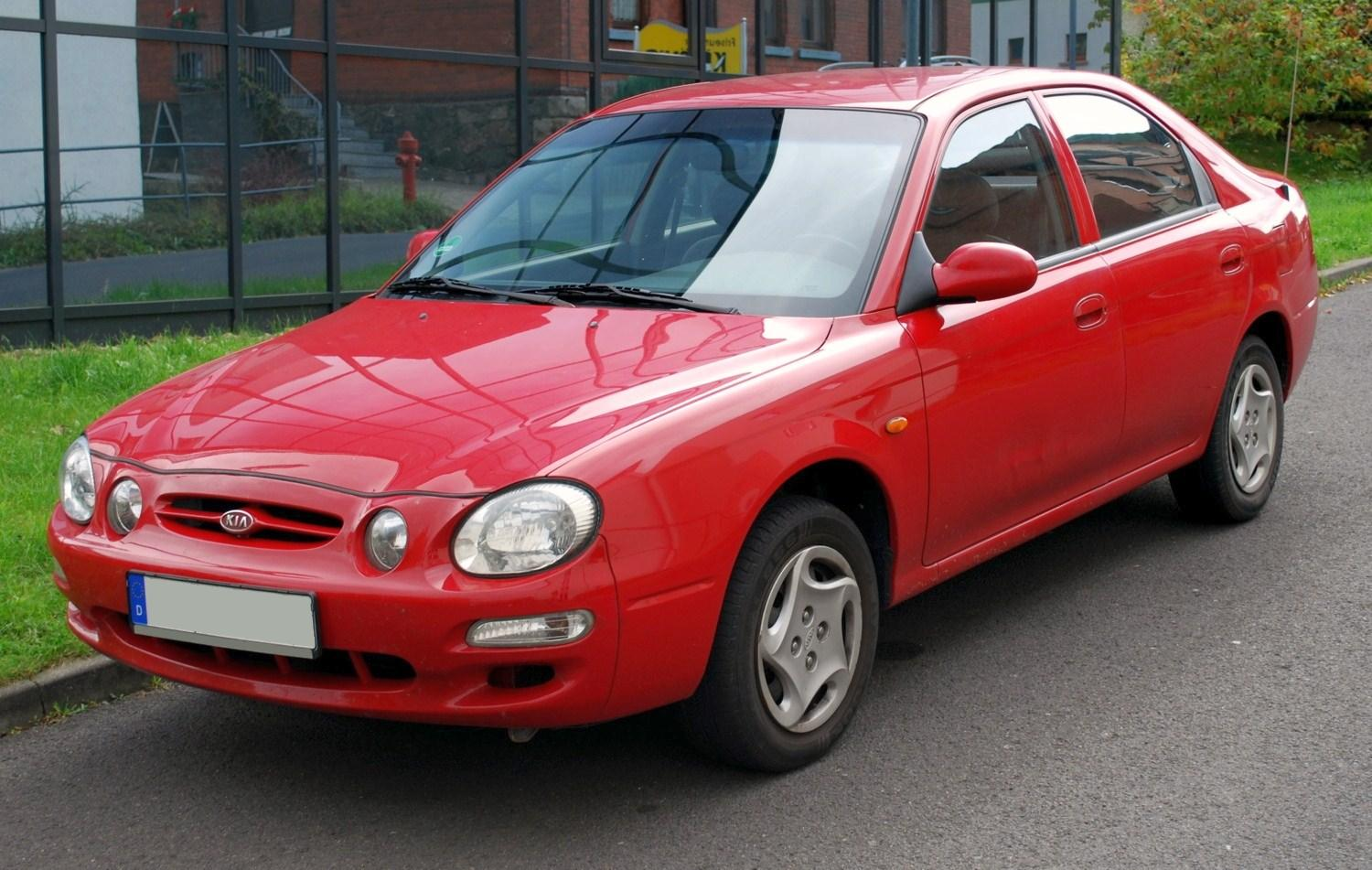
Kia Shuma (1998-2001)
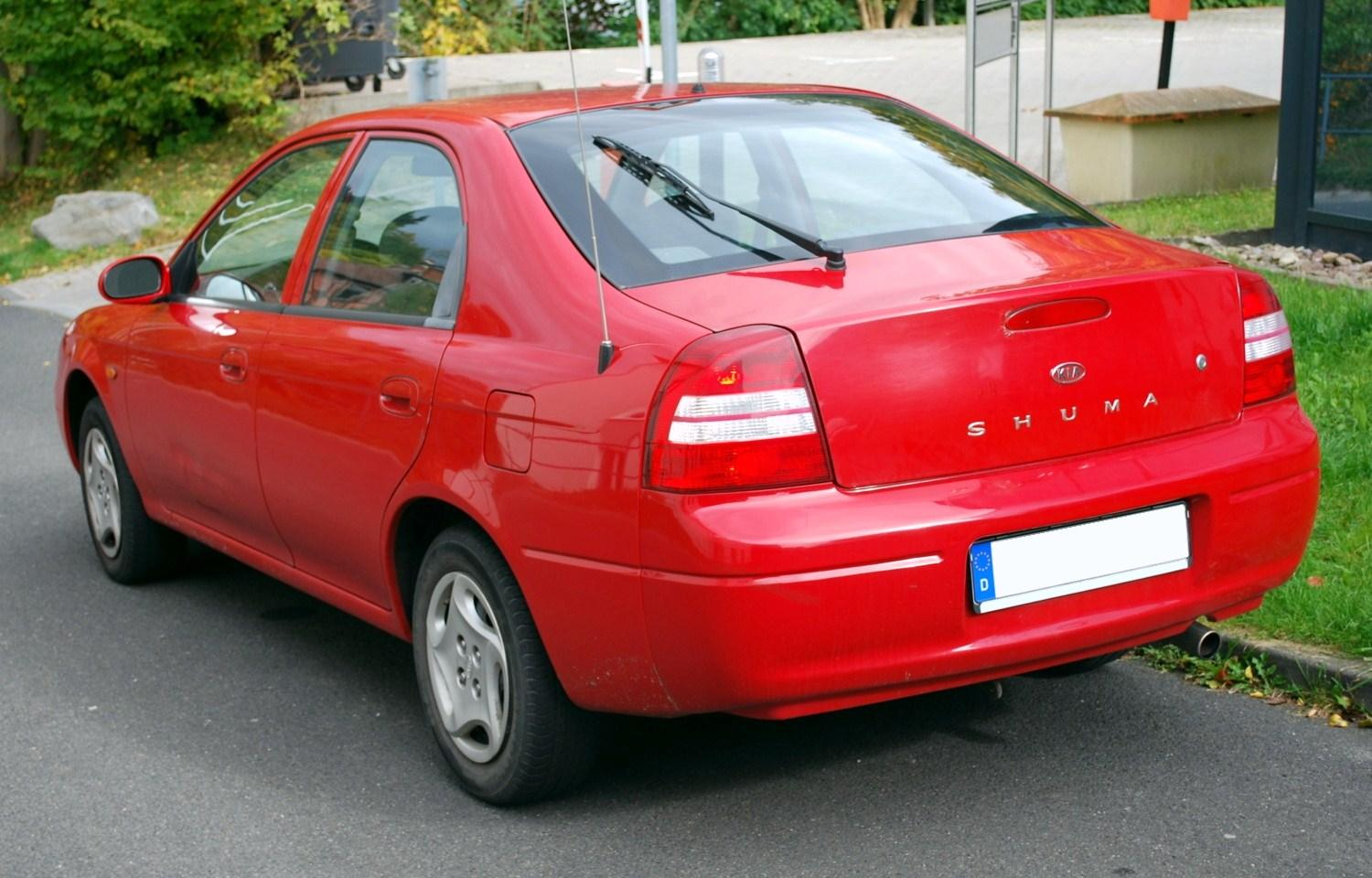
Kia Shuma (1998-2001)